# فرتنهایم
فرتنهایم (به آلمانی: Frettenheim) یک شهر در آلمان است که در آلزی-ورمز واقع شده‌است. فرتنهایم ۳۳۶ نفر جمعیت دارد.